# Винкбонс, Юстус
Юстус Винкбонс, или Винкбунс, Винкбоонс (нидерл. Justus Vingboons; 1620, Амстердам — 1698, Амстердам) — нидерландский архитектор, представитель голландского классицизма школы Якоба ван Кампена. Член большой семьи нидерландских художников. Младший брат более известного архитектора Филипса Винкбонса.

## Биография
Юстус Винкбонс родился около 1620 года в Амстердаме в Голландской республике. Его отец Давид Винкбонс был живописцем из южных Нидерландов, переехавшим около 1580 года в Антверпен, затем, в 1585 году, после испанской оккупации города, — в Мидделбург и, наконец, в Амстердам во время голландского восстания. У Юстуса было девять братьев и сестер. Его брат Йоханнес Вингбонс стал рисовальщиком, художником-акварелистом, гравёром и картографом, другой брат — архитектор Филипс Винкбонс.
Самая значительная работа Юстуса Винкбонса в Амстердаме — здание Триппенхёйс на набережной Kloveniersburgwal, 29 (1660—1662), в которой голландский классицизм находит своё самое ясное воплощение. Пилястры коринфского «большого ордера», охватывающие высоту фасада в три этажа, соотносят эту композицию с палладианской традицией. Ныне в этом здании размещается Королевская академия наук и искусств Нидерландов.
В 1653—1656 годах Юстус Винкбонс работал в Скандинавии. После смерти в 1642 году франко-шведского архитектора Симона де ла Валле он был нанят для завершения «Рыцарского дома» (Riddarhuset) в Стокгольме. Архитектура здания, аналогичная предыдущим работам архитектора, также характерна для своеобразного стиля классицизма XVII века в странах Северной Европы. После 1656 года постройку завершал Жан де ла Валле, сын Симона.

## Галерея

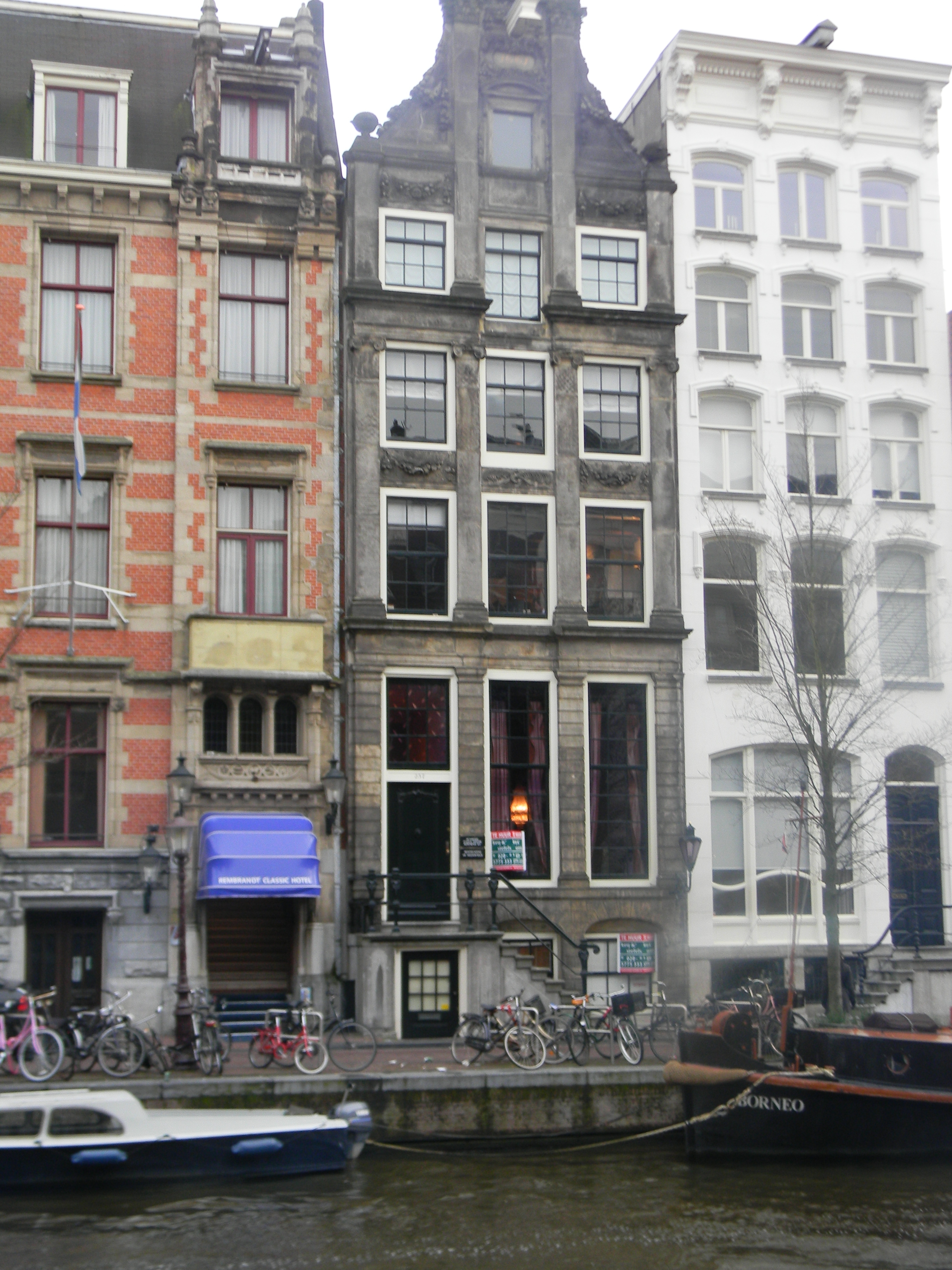
Дом на Herengracht, 257. Амстердам
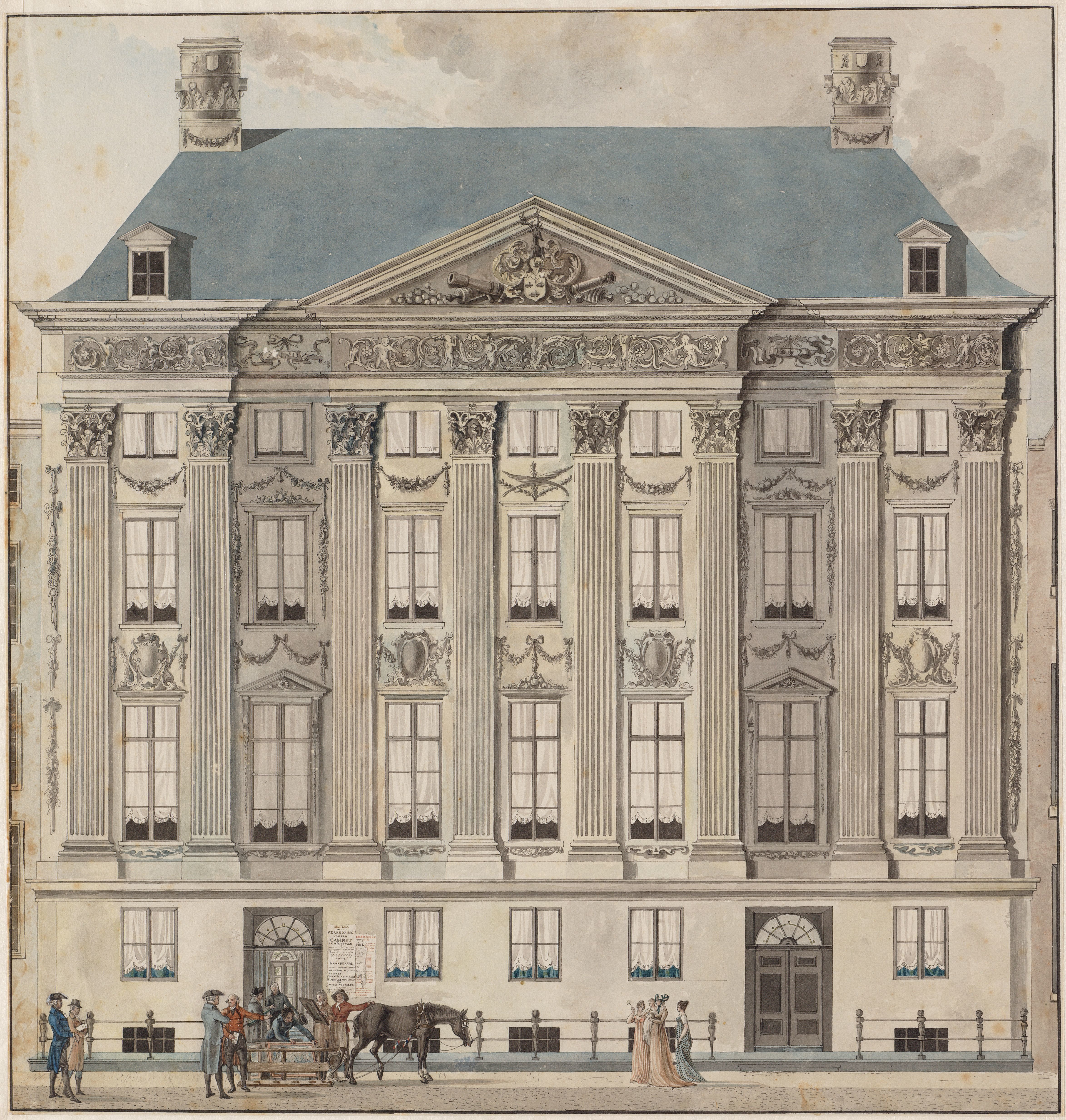
Триппенхёйс в Амстердаме. 1660—1662. Рисунок 1803 г.
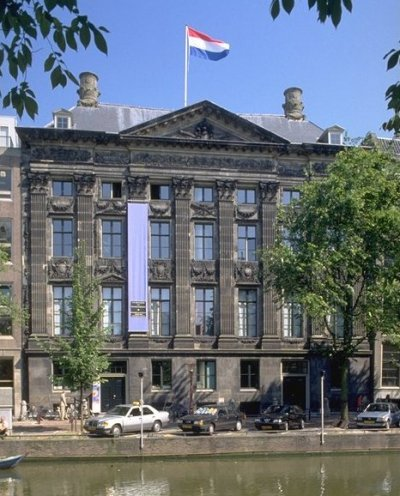
Триппенхёйс. 1660—1662. Kloveniersburgwal, 29. Амстердам
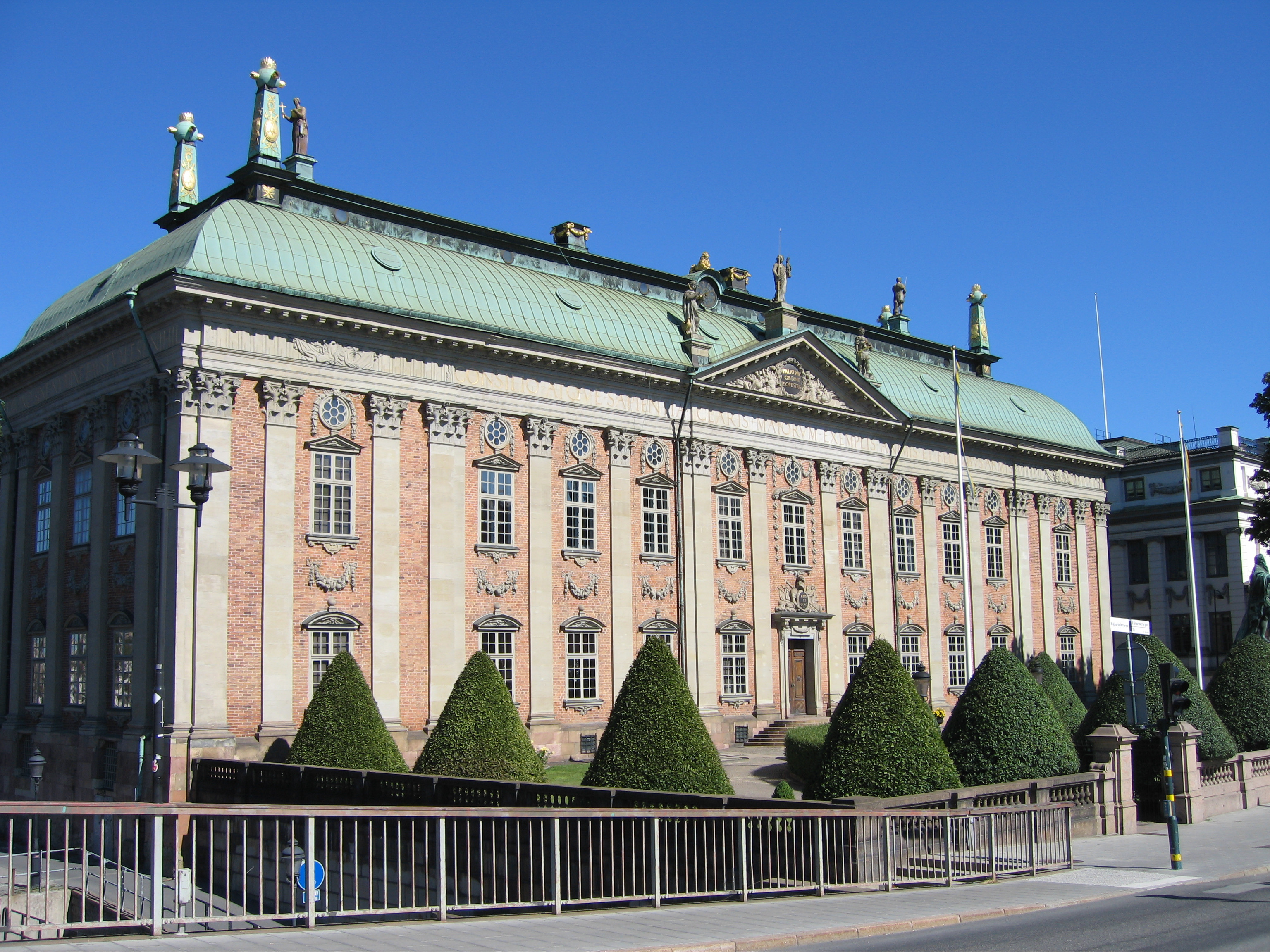
«Рыцарский дом» (Riddarhuset) в Стокгольме. 1653–1656
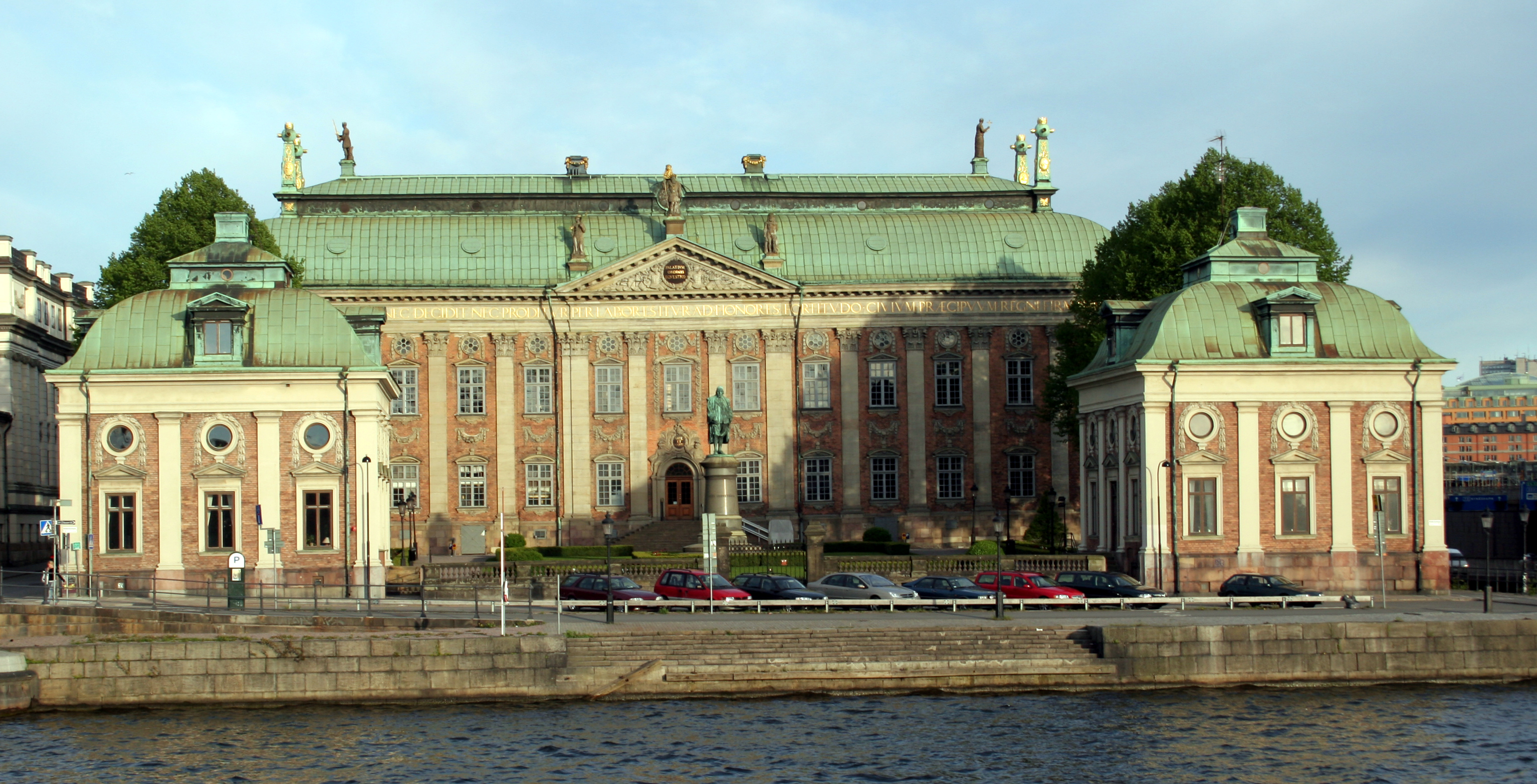
«Рыцарский дом». Южный фасад